# اومفالوس (نماد)

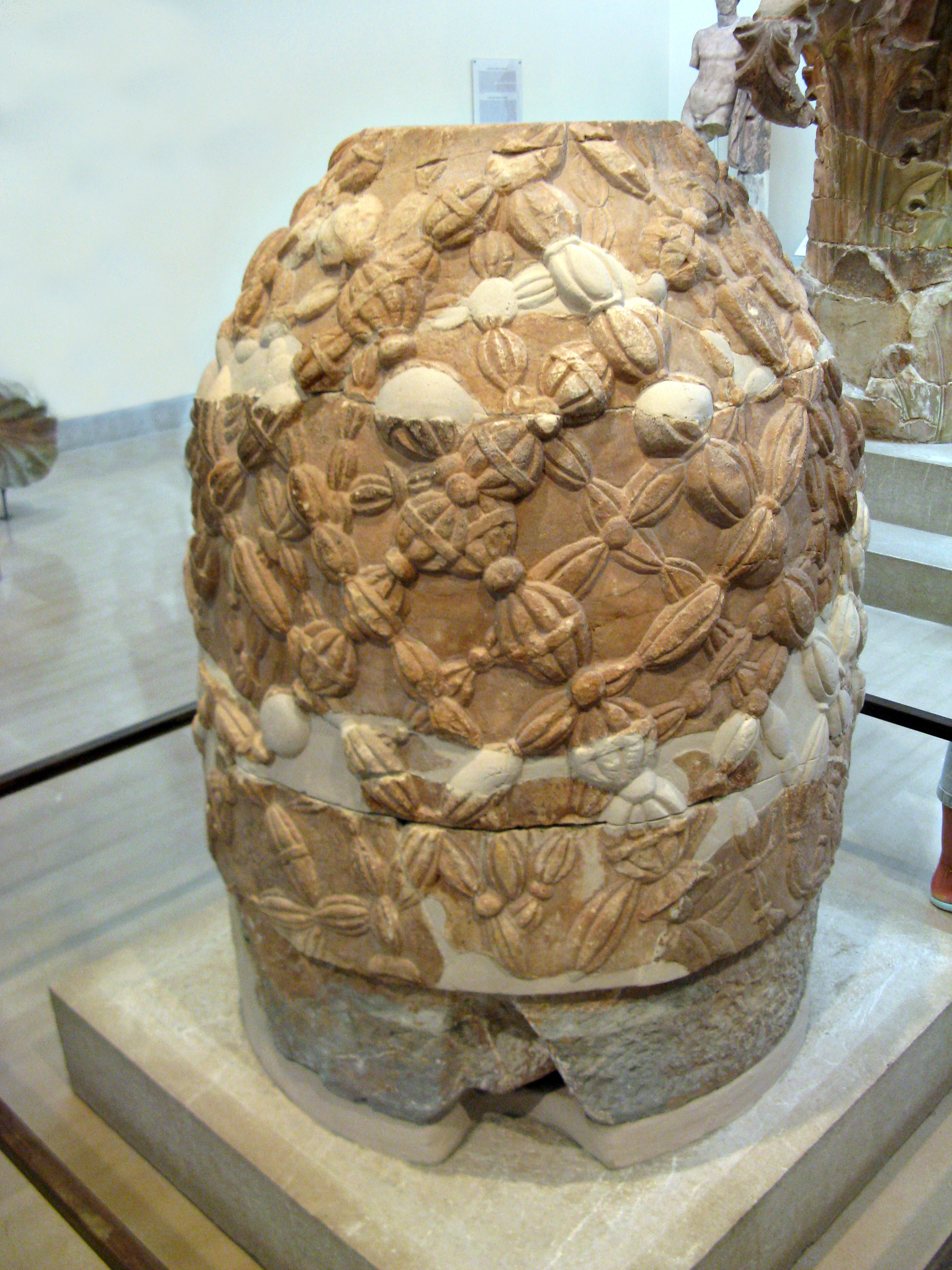
امفالوس دلفی

اومفالوس (انگلیسی: omphalos)، سنگی است که نشان دهندهٔ مرکز جهان است.

## محور کیهان
اعتقاد به این که سرزمین شخص، یا به‌طور اخص، یک تپه یا کوه مقدسی در درون آن، مرکز زمین یا حتی محور کیهان است، در میان مصریان، بابلی‌ها و آشوری‌ها و دیگران متداول بود.
از لحاظ یونانیان باستان این محل به وسیلهٔ اومفالوس، یعنی سنگ یادمان در معبد آپولو در دلفی مشخص می‌شد. بنا بر گفتهٔ استرابون این محل به وسیلهٔ زئوس تعیین شد، که دو عقاب را از منتهی الیه شرقی و غربی زمین به پرواز درآورد. دلفی محلی بود که آن‌ها به هم می‌رسیدند.